# Sísifo (revista)
Sísifo : fascículos de poesia e de crítica  publicou-se em Coimbra entre 1951 e 1952 dirigida por Manuel Breda Simões.